# Peridiscaceae
Peridiscaceae is een botanische naam, voor een familie van tweezaadlobbige planten. Een familie onder deze naam wordt pas de laatste decennia met regelmaat erkend door systemen voor plantentaxonomie, onder andere door:
- het Cronquist-systeem (1981) dat de familie plaatste in de orde Violales.
- het APG-systeem (1998), dat de familie niet in een orde plaatste.
- het APG II-systeem (2003), dat de familie plaatste in de orde Malpighiales
- de APWebsite [5 dec 2007] en het APG III-systeem (2009), dat de familie plaatst in de orde Saxifragales

Er is daarbij geen hechte overeenstemming over wat er wel en niet tot de familie hoort, maar het gaat om een kleine familie van hooguit enkele soorten bomen, in de tropen.